# Cleopatra Selene của Syria
Cleopatra Selene (tiếng Hy Lạp cổ: Κλεοπάτρα Σελήνη; k. giữa năm 135 và 130 – 69 TCN) là nữ hoàng của Syria với tên gọi là Cleopatra II Selene (82–69 TCN). Bà là con gái của Ptolemaios VIII của Ai Cập với Cleopatra III. Năm 115 TCN, Cleopatra III đã ép con trai của bà ta Ptolemaios IX ly dị với người vợ và cũng là em gái Cleopatra IV, và chọn Cleopatra Selene là vương hậu mới của Ai Cập. Căng thẳng giữa nhà vua với mẹ của ông đã tăng lên và điều này kết thúc bằng việc ông ta bị trục xuất khỏi Ai Cập và bỏ lại Cleopatra Selene ở phía sau; bà sau đó có thể đã kết hôn với vị vua mới, một người anh em khác của bà Ptolemaios X.
Vào năm 102 TCN, Cleopatra III đã quyết định thiết lập một liên minh với Antiochos VIII của nhà Seleukos ở Syria; Cleopatra Selene được gả cho ông ta và ở cùng với ông ta cho tới khi vị vua này bị ám sát vào năm 96 TCN. Vị hoàng hậu góa phụ lúc này quyết định cưới người em trai của Antiochos VIII, Antiochos IX, nhưng bà lại mất người chồng mới vào năm 95 TCN. Cuộc hôn nhân cuối cùng của bà là với người con trai riêng của chồng, người thừa kế của Antiochos IX, Antiochos X, ông ta đã biến mất khỏi các ghi chép lịch sử và được cho là đã qua đời vào năm 92 TCN. Cleopatra Selene đã ẩn náu đâu đó ở Syria cùng với những người con của bà cho tới tận năm 83/82 TCN (năm thứ 230 của nhà Seleukos (SE)), khi mà ngai vàng của nhà Seleukos ở Damascus, được cai trị bởi Antiochos XII, bị bỏ trống.
Cleopatra Selene đã có nhiều người con với những người chồng của mình; có thể sau cái chết của Antiochos XII, bà đã tuyên bố Antiochos XIII, người con của bà với Antiochos X, là vua và dường như cũng đã tự tuyên bố mình là người đồng trị vì. Nhưng người dân của kinh đô Antioch và viên tổng đốc của thủ phủ phía nam Damascus, mệt mỏi bởi những cuộc nội chiến của nhà Seleukos, đã mời những vị vua ngoại quốc tới cai trị họ: Tigranes II của Armenia chiếm Antioch, trong khi Aretas III của Nabataea chiếm Damascus. Cleopatra Selene còn kiểm soát được vài thành phố ven biển cho tới khi Tigranes II vây hãm bà ở Ptolemais vào năm 69 TCN; vị vua Armenia sau đó đã bắt sống và xử tử bà.

## Bối cảnh lịch sử, gia đình và tên gọi
Vào thế kỷ thứ 2 TCN, đế quốc Seleukos và nhà Ptolemaios đều suy yếu bởi những mối hận thù triều đại những cuộc chiến tranh liên miên (được biết đến như là Các cuộc chiến tranh Syria), và sự can thiệp của người La Mã. Để xóa bỏ sự căng thẳng này, hai triều đại đã tiến hành hôn nhân triều đại. Cleopatra I của Syria kết hôn với Ptolemaios V của Ai Cập vào năm 193 TCN, và người cháu nội của bà ta là Cleopatra Thea đã kết hôn với ba vị vua Syria liên tiếp bắt đầu từ năm 150 TCN. Những cuộc hôn nhân triều đại này giúp Ai Cập tạo ra sự bất ổn cho Syria, mà nhất là khiến cho nó rơi vào tình trạng chia cắt giữa những người tranh giành ngai vàng khác nhau; những người anh em đánh lẫn nhau và Ai Cập can thiệp bằng cách hỗ trợ người này chống lại người kia.
Cleopatra Selene được sinh ra trong khoảng thời gian giữa năm 135 và 130 TCN, bà là con gái của Ptolemaios VIII với Cleopatra III. Cleopatra Selene có nhiều anh chị em ruột bao gồm Ptolemaios IX, Ptolemaios X, và Cleopatra IV. Những nhà văn cổ đại, chẳng hạn như Cicero và Appian, nói rằng tên của hoàng hậu là Selene, và Strabo nói rõ rằng tên họ của bà là "Cleopatra". Mặt khác, các học giả hiện đại, chẳng hạn như Arthur Houghton và Nicholas L. Wright, lại tin rằng Selene là tên hiệu mà bà đã sử dụng khi trở thành hoàng hậu của Ai Cập. Những đồng tiền xu đúc với tên của bà ghi lại tên bà là Cleopatra Selene.Selene là tên của nữ thần mặt trăng Hy Lạp và được kết nối với từ selas (σέλας), nghĩa là "ánh sáng". "Cleopatra" là một tên tên gọi triều đại của nhà Ptolemaios; nó có nghĩa là "Nổi tiếng nhờ người cha" hoặc "lừng danh nhờ tổ tiên". Là một nữ hoàng của Syria, bà là người thứ hai cai trị với tên 'Cleopatra'. Do đó, bà được gọi là "Cleopatra II Selene" để phân biệt bà với người tiền nhiệm và cũng là dì của mình, Cleopatra I Thea, bà ta là mẹ của Antiochos VIII và Antiochos IX, những người chồng của Cleopatra Selene.Học giả Hy Lạp cổ đại Grace Macurdy đánh số thứ tự Cleopatra Selene là "Cleopatra V" trong phạm vi triều đại Ptolemaios và nhiều sử gia cũng sử dụng quy ước này.

## Hoàng hậu của Ai Cập

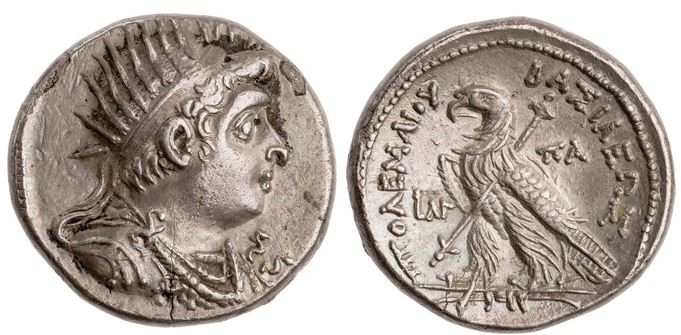
Ptolemaios VIII

Hôn nhân giữa anh chị em ruột đã được biết tới ở Ai Cập cổ đại, mặc dù đây không phải là một tục lệ phổ biến, nó là điều có thể chấp nhận được đối với người Ai Cập; nhà Ptolemaois đã thực hiện điều này, có lẽ là để củng cố triều đại. Vào năm 116 TCN, Ptolemaios VIII qua đời và di chiếu của ông ta cho phép Cleopatra III cai trị bên cạnh một người đồng cai trị mà bà lựa chọn giữa hai người con trai của mình; bà ta muốn chọn Ptolemaios X nhưng người dân của Alexandria (kinh đô của Ai Cập) chống lại điều này, buộc bà ta phải chấp nhận sự lên ngôi của Ptolemaios IX. Không lâu sau khi lên ngôi, Cleopatra III đã ép Ptolemaios IX ly dị Cleopatra IV,người em gái mà ông ta đã cưới trước khi người cha của họ qua đời;nhà sử học thế kỷ thứ 2, Justin ngụ ý rằng Cleopatra III đã sắp đặt điều này là một điều kiện để chấp nhận ông ta là người đồng trị vì. Cleopatra Selene, được ủng hộ bởi người mẹ Cleopatra III của bà, đã được chọn làm vương hậu mới của Ai Cập vào năm 115 TCN. Vào năm 107 TCN, mối quan hệ giữa Ptolemaios IX và người mẹ của ông ta đã xấu đi; Cleopatra III đã buộc ông ta rời khỏi Ai Cập, và ông ta đã bỏ lại vợ con mình.
Vào cùng năm đó, 107 TCN, Cleopatra Selene có thể đã kết hôn với vị vua mới, người em trai của bà, Ptolemaios X. Vào năm 103 TCN, Ptolemaios IX đã tiến hành gây chiến ở Judea. vị hoàng thái hậu đã lo sợ về một liên minh chống lại bà giữa Ptolemaios IX và người bạn của ông ta, Antiochos IX của Syria, người cũng đang tiến hành một cuộc nội chiến chống lại người anh trai Antiochos VIII của mình; điều này khiến cho bà đưa quân tới Syria. Cleopatra III và Ptolemaios X đã chinh phục Ptolemais, và theo Justin, nhà vua căm phẫn bởi sự tàn bạo của mẹ mình, đã từ bỏ bà và bỏ trốn; Cleopatra III sau đó quyết định gả Cleopatra Selene cho Antiochos VIII, như là một biện pháp để khiến cho Antiochos VIII đứng về phía bà ta nhằm chống lại liên minh giữa Ptolemaios IX và Antiochos IX.Nếu như Cleopatra Selene được chấp nhận là đã cưới Ptolemaios X, thì Cleopatra III đã cho bà ly dị ông ta khi ông ta bỏ trốn.

## Hoàng hậu của Syria

### Đương kim hoàng hậu

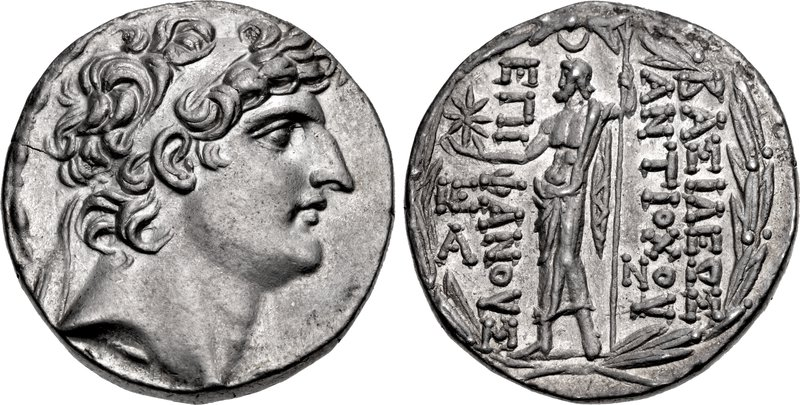
Antiochos VIII

Lễ cưới của Cleopatra Selene và Antiochos VIII đã được cử hành vào khoảng năm 102 TCN; sử gia Leo Kadman đề xuất rằng Cleopatra III đã gả bà cho vị vua Syria ở Ptolemais trước khi bà ta rút quân về Ai Cập, và rằng Cleopatra Selene đã giữ thành phố này như là căn cứ chính của bà cho tới lúc cuối đời. Chi tiết về cuộc sống của Cleopatra Selene với Antiochos VIII là không rõ ràng; không có người con nào là kết quả từ cuộc hôn nhân này được biết đến, mặc dù vậy sáu người con của Antiochos VIII từ những cuộc hôn nhân khác của ông ta đã được biết. Năm 96 TCN, Herakleon của Beroia, một vị tướng của Antiochos VIII, đã ám sát vị vua này và cố gắng chiếm đoạt ngai vàng, nhưng đã thất bại và rút chạy về quê nhà Beroia của ông ta. Kinh đô của Syria, Antioch, là một phần lãnh địa của Antiochos VIII vào thời điểm ông ta bị ám sát; Cleopatra Selene có thể đã cư ngụ tại đó.

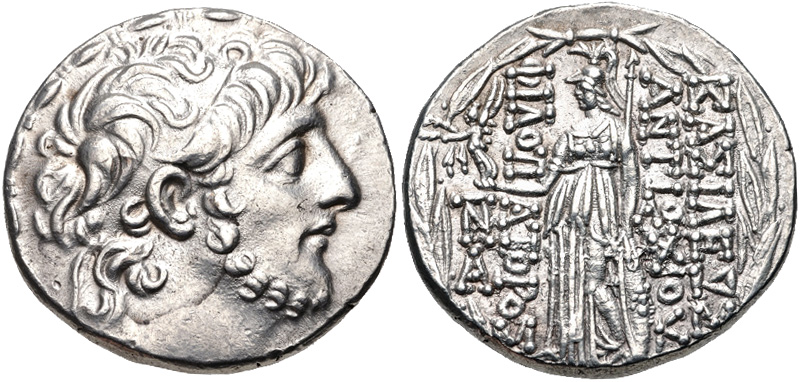
Antiochos IX

Hoàng hậu đã giữ vững được kinh đô trong một thời gian dài trước khi cưới Antiochos IX. Cách thức mà Antiochos IX nắm quyền kiểm soát Antioch và người vợ mới của ông ta vào năm 95 TCN lại không được rõ ràng; ông ta có thể đã chiếm thành phố bằng vũ lực hoặc có thể rằng chính Cleopatra Selene đã mời ông ta đến. Theo quan điểm của sử gia Auguste Bouché-Leclercq, Cleopatra Selene có rất ít lý do để tin tưởng năm người con của người chồng cũ; hoàng hậu cần một đồng minh giúp bà kiểm soát kinh đô trong khi đó Antiochos IX cần một người vợ và ảnh hưởng của Cleopatra Selene đối với đội quân đồn trú của thành phố và những quan lại của người chồng cũ của bà. Cuộc hôn nhân này dường như đã không được những người con trai của Antiochos VIII thừa nhận. Người đầu tiên trong số họ đã hành động là Seleukos VI, ông ta đã được tôn lên làm vua ở Cilicia. Chưa đầy một năm kể từ khi kết hôn với Cleopatra Selene, Antiochos IX đã tiến quân chống lại người cháu của mình nhưng ông ta đã bị đánh bại và bị giết. Ngay sau đó, Seleukos đã tiến vào kinh đô. Cleopatra Selene có lẽ đã bỏ chạy trước khi vị vua mới đến nơi. Ngoài ra, bà có thể đã được Antiochos IX đưa tới Arados nhằm bảo vệ bà trước khi ông ta tiến quân đánh Seleukos.

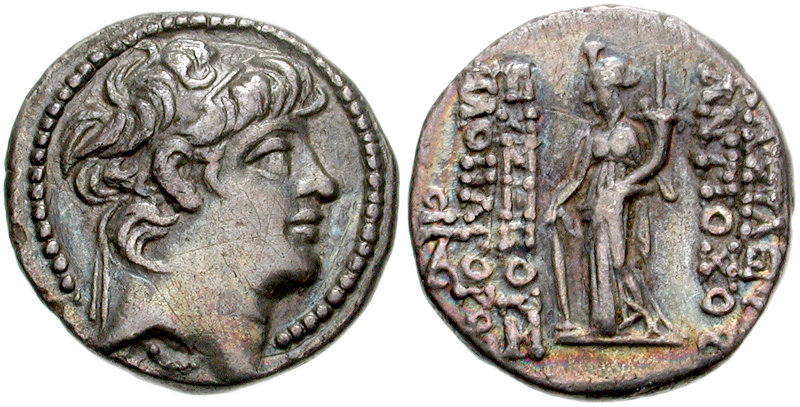
Antiochos X

Năm 218 SE (95/94 TCN), Antiochos X, con trai của Antiochos IX, đã tự xưng vua ở Arados, và cưới Cleopatra Selene. Nhà Seleukos đã có một tiền lệ về việc một người con cưới mẹ kế của mình: Antiochos I đã cưới người mẹ kế Stratonike và điều này có thể khiến cho nó trở nên dễ dàng hơn với Cleopatra Selene. Tuy nhiên, cuộc hôn nhân này là đáng hổ thẹn. Appian đã viết một giai thoại liên quan tới biệt hiệu của Antiochos X, "Eusebes" ("người hiếu thảo"): người Syria đặt cho ông ta biệt hiệu này để chế giễu sự giả đò trung kiên của ông ta với cha mình bằng việc quan hệ với vợ cũ của cha. Lý do cho cuộc hôn nhân này có thể mang tính thực dụng: Antiochos X tìm cách để trở thành vua, nhưng lại có ít nguồn lực và cần một nữ hoàng. Cleopatra Selene đã tầm 40 tuổi và không thể dễ dàng kết hôn với một vị vua ngoại quốc. Antiochos X đã đánh đuổi Seleukos VI khỏi Antioch vào năm 94 TCN và cai trị phần phía bắc Syria và Cilicia, trong khi những người em của Seleukos VI là Philippos I và Demetrios III lần lượt cai trị Beroea và Damascus. Bằng chứng cuối cùng cho triều đại của Antiochos X được xác định là vào năm 92 TCN; ông ta thường được cho là đã qua đời vào khoảng thời gian này. Tuy nhiên, các nguồn cổ đại thường chứa những ghi chép và niên đại mâu thuẫn nhau, và nhà sưu tầm tiền xu Oliver D. Hoover đề xuất niên đại 224 SE (89/88 TCN) đối với sự qua đời của Antiochos X. Antioch đã bị Demetrios III chiếm và sau đó là Philippos I.

### Nữ vương và nhiếp chính

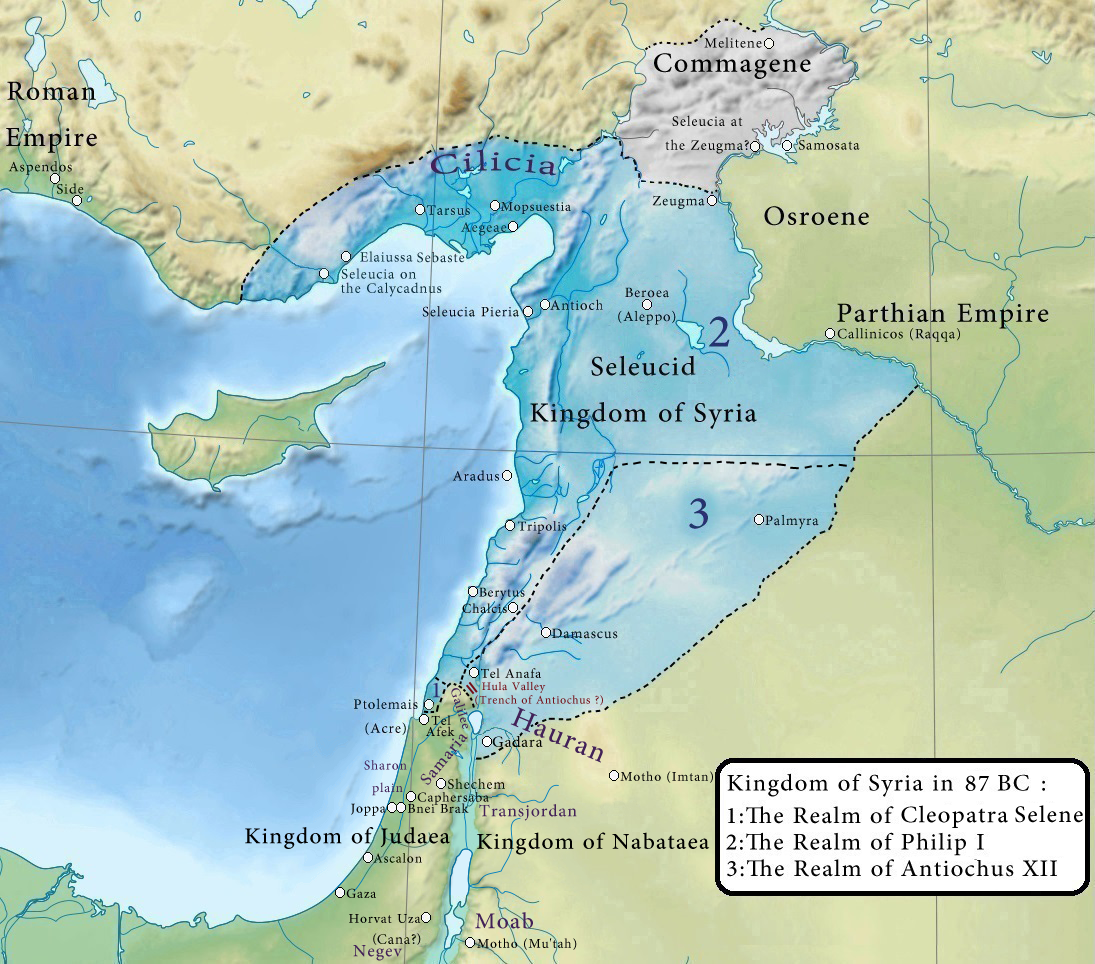
Syria vào k. năm 87 TCN

Địa điểm Cleopatra Selene cư ngụ dưới triều đại những người kế vị của Antiochos X ở Antioch là không được biết rõ. Bà rõ ràng đã ẩn náu cùng với những người con của mình ở một nơi nào đó trong vương quốc, và có thể đã chạy trốn tới Cilicia hoặc Coele-Syria, có thể là thành phố Ptolemais, nơi mà bà đã nắm giữ cho tới khi qua đời. Antiochos XII, một người con trai khác của Antiochos VIII đang trị vì ở Damascus, đã qua đời vào năm 230 SE (83/82 TCN). Với việc ngai vàng của Antiochos XII bỏ trống, Cleopatra Selene đã tuyên bố người con trai của bà, Antiochos XIII, là vua.
Dựa trên bằng chứng về những đồng tiền xu miêu tả bà bên cạnh người con trai trị vì của mình, có vẻ rằng Cleopatra Selene đã giữ vai trò như là nhiếp chính. Nhiều đồng xu trong số đó đã được tìm thấy, và chúng miêu tả Antiochos XIII ở phía sau và bản thân bà ở phía trước, theo phong cách của một nữ vương, trên những đồng xu này tên của Cleopatra Selene được viết trước tên của nhà vua. Khi bà tuyên bố người con trai của mình là vua, Cleopatra Selene đã kiểm soát các vùng đất ở Cilicia hoặc Phoenicia hoặc cả hai. Nhà khảo cổ học Alfred Bellinger đề xuất rằng bà kiểm soát một vài thành phố Syria ven biển từ một căn cứ ở Cilicia; bà chắc chắn đã kiểm soát Ptolemais và có lẽ cả Seleucia Pieria. Sử gia thế kỷ thứ 1, Josephus đã viết "Selene... người cai trị ở Syria", cho thấy ảnh hưởng của bà vẫn còn bất chấp việc bà chưa bao giờ kiểm soát được kinh đô Antioch. Những người con của bà có lẽ vẫn còn ở lại Cilicia hoặc một nơi nào đó ở Tiểu Á để nhằm mục đích bảo vệ, điều này sẽ giải thích cho biệt danh của Antiochos XIII, "Asiatikos".

### Cai trị ở Damacus

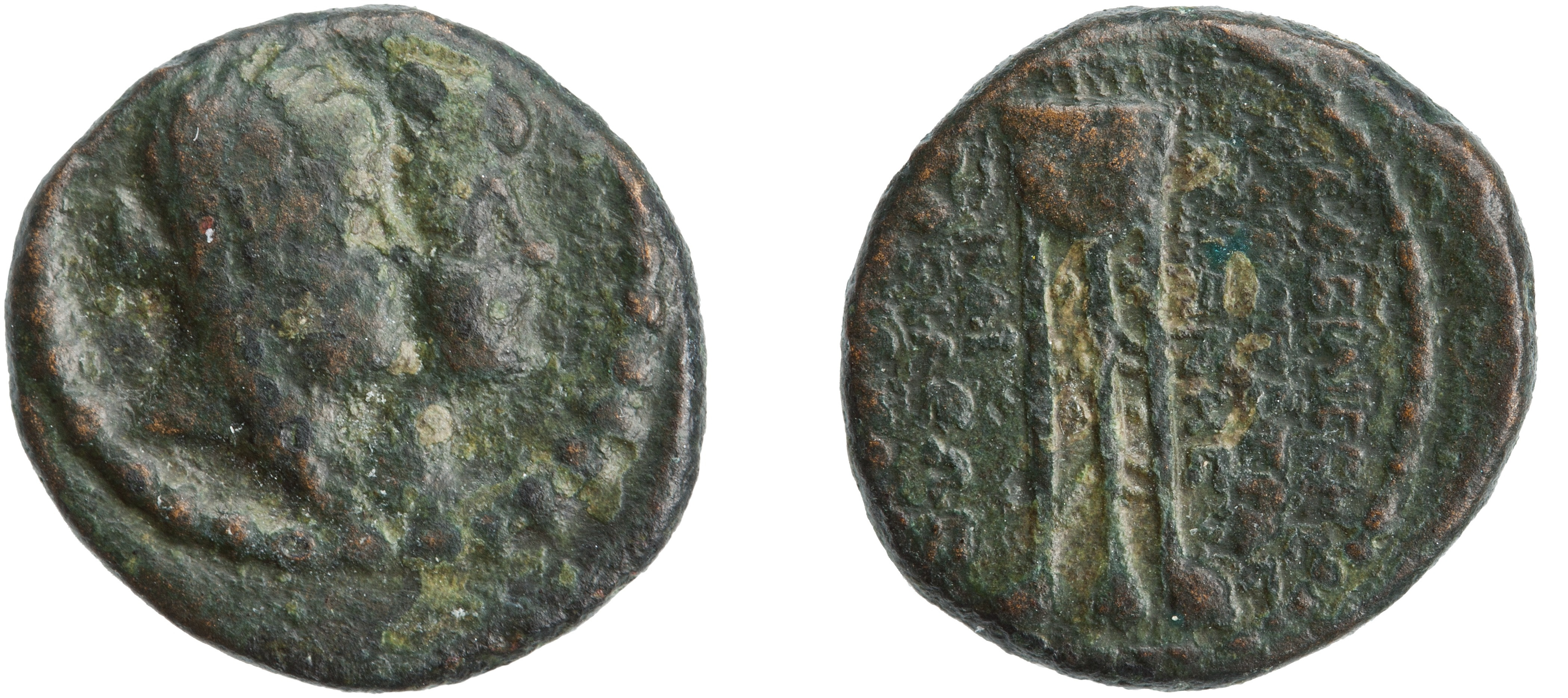
Tiền xu bằng đồng của Cleopatra Selene và Antiochos XIII. Mặt trái của nó ngụ ý rằng nó được đúc ở Damascus

Theo Josephus, "những người nắm giữ Damascus" đã mời Aretas III, vua của người Nabataea, cai trị họ bởi vì họ sợ Ptolemaios (con trai của Mennaeos), vua của Iturea.Lịch sử của Damascus trong khoảng thời gian giữa cái chết của Antiochos XII và năm 241 SE (72/71 TCN), khi vị vua Armenia là Tigranes II chiếm thành phố, là không rõ ràng. Dựa vào những đồng xu jugate của bà mà miêu tả bà bên cạnh Antiochos XIII, Hoover đề xuất rằng Selene đã hoạt động từ Damascus; những đồng xu này sử dụng một chữ Alpha đứt vạch, chữ Epsilon nghiêng và chữ Sigma hình vuông. Kiểu mẫu này xuất hiện trên những đồng tiền xu Damascus của Demetrios III và Antiochos XII và mặt khác lại rất hiếm trong thế giới Hy Lạp hóa. Nếu như tiền xu của bà được đúc tại Damascus, thì nó có niên đại vào giai đoạn từ lúc Antiochos XII qua đời cho tới khi Tigranes II chiếm thành phố này. Hai kịch bản sau có thể sảy ra:
- Cleopatra Selene đã chiếm Damascus sau cái chết của Antiochos XII và bị Aretas III thế chỗ trước năm 73 TCN:[64] Josephus không nói rõ người dân của Damascus như là những người đã mời Aretas III, thay vào đó lời nói của ông ta ngụ ý rằng một đơn vị đồn trú hoặc một vị tổng đốc đã thực hiện việc làm này.[73] Tất cả những đồng xu được biết tới của Cleopatra Selene được làm bằng đồng, và việc thiếu vắng các đồng xu bằng bạc ngụ ý rằng nữ hoàng thiếu các nguồn lực cần thiết để phòng thủ Damascus, điều này sẽ giải thích cho việc mời Aretas III.[65] Cũng có khả năng rằng Cleopatra Selene đã di chuyển kinh đô của mình tới Ptolemais, khiến cho binh lính ở Damascus mất niềm tin vào sự cai trị của bà, khiến cho họ mời vị vua Nabataea.[15]
- Sự cai trị Aretas III ở Damascus đã không kéo dài được lâu trước khi Cleopatra Selene nắm quyền làm chủ thành phố:[71] Wright đề xuất rằng sự tiếp quản Damascus của Cleopatra Selene đã diễn ra sau năm 80 TCN.[74] Một số tác nhân có thể đã khiến người Nabataea phải triệt thoái, chẳng hạn như những mối đe dọa của người Ituraea hoặc các cuộc tấn công của vị vua nhà Hasmonea ở Judea là Alexander Jannaeus, những cuộc tấn công của ông ta vào các vùng đất của người Nabataea phải khiến cho tình cảnh của họ ở Damascus trở nên khó khăn.[75]

### Tuyên bố chủ quyền đối với phía Bắc
Ở phía bắc, Philippos I đã cai trị cho tới khi ông ta qua đời, sau đó Cleopatra Selene đã tuyên bố đòi hỏi quyền thừa kế ngai vàng bỏ trống cho những người con giữa bà với Antiochos X. Yêu sách về quyền lực của nữ hoàng đã nói chung đã không được người Syria chấp nhận, và người dân của Antioch đã mời Tigranes II cai trị Syria, họ đã mệt mỏi vì những cuộc nội chiến liên miên của nhà Seleukos. Năm diễn ra sự kiện này đang được tranh luận; Năm 83 TCN thường được chấp nhận là năm mà Philippos I qua đời bởi phần lớn các học giả mặc dù không có bất cứ bằng chứng nào, họ căn cứ vào tác phẩm của Appian, ông ta ấn định một thời gian cai trị kéo dài 14 năm cho Tigranes II, mà kết thúc vào năm 69 TCN. Oliver D. Hoover đã đề xuất rằng Tigranes II chỉ xâm lược Syria vào năm 74 TCN, cùng với đó Philippos I đã cai trị tới năm 75 TCN ở miền Bắc Syria, cho phép Cleopatra Selene và Antiochos XIII tuyên bố quyền thừa kế đối với xứ sở này mà không bị phản đối trong một thời gian. Một lý lẽ có lợi cho Cleopatra Selene và con cái của bà khi là những người duy nhất tuyên bố quyền thừa kế đối với Syria vào năm 75 TCN là một bản báo cáo của Cicero: chính trị gia La Mã đã viết rằng Antiochos XIII và người em của ông ta đã được người mẹ của họ đưa tới Rome vào năm 75 TCN. Họ quay trở về Syria vào năm 240 SE (73/72 TCN); anh em họ tuyên bố quyền thừa kế ngai vàng Ai Cập dựa vào quyền thừa kế từ người mẹ của mình. Để gây ấn tượng với viện nguyên lão La Mã, nữ hoàng đã cung cấp cho những người con của bà với một số lượng tài sản thích đáng, mà bao gồm cả một cây đèn nến bằng châu báu mà được dành riêng cho ngôi đền Jupiter Capitolinus. Viện nguyên lão đã từ chối nghe kiến nghị của họ đối với ngai vàng của Ai Cập, nhưng theo Cicero, quyền thừa kế pháp lý đối với ngai vàng Syria mà họ được thừa hưởng từ tổ tiên của mình đã được thừa nhận.
Báo cáo của Cicero cho biết rằng vào năm 75 TCN, Tigranes II vẫn chưa kiểm soát được Syria, vì nếu ông ta đã ở đó, Antiochos XIII sẽ thỉnh cầu Viện nguyên lão La Mã giúp đỡ để giành lại Syria, bởi vì Tigranes II là con rể kẻ thù của người La Mã, Mithridates VI của Pontos. Tương tự như vậy, Philippos I không thể còn sống kể từ thời điểm Antiochos XIII tới Rome mà không phải khẳng định quyền lợi của mình đối với Syria. Trong một bài thuyết trình được trình bày tại hội nghị thường niên lần thứ 131 của Hiệp Hội Lịch sử Hoa Kỳ, Nikolaus Overtoom, dựa trên bảng niên đại của Hoover, đề xuất rằng Cleopatra Selene đã nắm quyền kiểm soát phía nam trong khi Philippos I cai trị ở phía bắc cho tới tận năm 75 TCN; cái chết của ông ta có ý nghĩa quan trọng bởi vì con trai của Cleopatra Selene là ứng cử viên có thế lực mạnh nhất để lên ngôi vua, nhưng phe của Philippos I vốn chống lại Cleopatra Selene, đã dâng vương miện cho Tigranes II, ông ta đã xâm lược và chinh phục vùng đất này vào năm 74 TCN.

## Thất thế, đánh giá và di sản
Thời kỳ nhiếp chính của Cleopatra Selene có lẽ đã kết thúc vào năm 75 TCN vì chuyến hành trình của Antiochos XIII tới Rome cho thấy rằng ông ta đã đạt tới độ tuổi trưởng thành hoặc là gần tới thời điểm đó. Tigranes II, người có lẽ đã tiến hành xâm lược vùng đất này khi Antiochos XIII vắng mặt, không bao giờ kiểm soát được toàn bộ vương quốc và chỉ chiếm được Damascus vào năm 72 TCN. Cleopatra Selene đã kháng cự lại người Armenia ở Ptolemais trong khi Antiochos XIII có thể đã trú ẩn ở Cilicia. Năm 69 TCN, Tigranes II đã vây hãm Ptolemais; theo Josephus thì thành phố đã thất thủ, nhưng Tigranes II đã phải nhanh chóng di chuyển về phía bắc bởi vì người La Mã đã bắt đầu tấn công Armenia. Theo Strabo, Tigranes II đã giam cầm nữ hoàng ở Seleucia và sau đó đã giết bà. Những ghi chép này dường như mâu thuẫn với nhau, nhưng theo quan điểm của sử gia thế kỷ thứ 17 William Whiston, chúng đã không diễn ra như vậy, bởi lẽ Josephus đã không đề cập tới việc Tigranes II bắt giữ nữ hoàng ở Ptolemais. Sử gia John D. Grainger đã giải thích hành động của Tigranes II như là một hệ quả từ tầm quan trọng về mặt chính trị của Cleopatra Selene; bà là một quân bài chiến thắng trong tay những người chồng của mình, và Tigranes II đã tìm cách ngăn chặn bất cứ người đàn ông nào có tham vọng giành được ảnh hưởng thông qua bà.
Sự nghiệp lâu dài của Cleopatra Selene, với vai trò là vợ của ba vị vua Syria liên tiếp, mẹ của một vị vua khác và là một người cai trị theo đúng quyền riêng của bà, bên cạnh đó là địa vị thiêng liêng của bà, đã biến bà thành một biểu tượng cho sự tồn tại của nhà Seleukos. Khu vực Cận Đông cổ đại được cai trị bởi các triều đại nối tiếp nhau cùng với các vị vua của họ tuyên bố là Đại đế. Khi người La Mã đặt dấu chấm hết cho nhà Seleukos vào năm 64 TCN, họ đã cố gắng chỉ đơn giản là thay thế các vị vua Syria bằng một chính quyền đế quốc, nhưng chính quyền thực tế của Rome là một chế độ cộng hòa, điều này có nghĩa rằng tính hợp pháp của nó ở phương Đông đã bị nghi ngờ. Vương miện của nhà Seleukos được cho là biểu tượng của tính hợp pháp kể cả sau khi nhà Seleukos sụp đổ, và nhiều vị vua phương Đông, chẳng hạn như vị vua Parthia Mithridates II, đã sử dụng biểu tượng hoàng gia của nhà Seleukos để giành được sự ủng hộ của giới quý tộc địa phương trong lãnh thổ của họ. Các vị vua nhà Ptolemaios của Ai Cập là những họ hàng gần nhất của nhà Seleukos và là những người kế thừa hợp pháp của họ; Cleopatra VII của Ai Cập đã lấy tên của Cleopatra Selene đặt cho tên con gái của mình, Cleopatra Selene của Mauretania, sinh năm 40 TCN; điều này có thể được xem xét trong bối cảnh những nỗ lực của Cleopatra VII để tuyên bố quyền kế thừa nhà Seleukos ở phương Đông.

## Con cái

### Với Ptolemaios IX
- Cleopatra Berenice (Berenice III), danh tính người mẹ của bà ta không chắc chắn, có thể là một người con gái của Cleopatra Selene, nhưng Cleopatra IV cũng là một ứng viên và nhận được sự ủng hộ của các học giả ngày nay.[90]
- Theo Justin, Cleopatra Selene và Ptolemaios IX có hai người con;[91] sử gia John Whitehorne đã chú thích rằng sự tồn tại của những đứa trẻ này là đáng ngờ và họ có thể đã qua đời khi còn rất nhỏ.[92] Năm 103 TCN, Cleopatra III đã gửi tất cả những người cháu trai của bà ta cùng với châu báu tới đảo Kos để bảo vệ trong lúc chuẩn bị cho cuộc chiến giữa bà ta với Ptolemaios IX.[33] Năm 88 TCN, Mithridates VI đã bắt giữ toàn bộ thành viên hoàng gia Ai Cập ở Kos; hai người con của Cleopatra Selene được Justin đề cập tới, nếu như họ thực sự đã tồn tại và được gửi tới Kos bởi Cleopatra III, thì sẽ nằm trong số những người bị bắt.[93]
- Ptolemaios XII, cha của Cleopatra VII,[21][94] và người em của ông ta, Ptolemaios của Cyprus.[95]Tính chính thống của Ptolemaios XII đã có lịch sử bị nghi ngờ;[note 10] Cha của ông ta chắc chắn là Ptolemaios IX nhưng danh tính người mẹ thì lại mơ hồ.[98] Cicero đã viết rằng Ptolemaios XII là vị vua "không có dòng dõi và cũng không có tinh thần",[96] nhưng nhà cổ đại học John Pentland Mahaffy chú thích rằng lời nhận xét của Cicero ngụ ý rằng người mẹ của Ptolemaios XII không phải là một hoàng hậu trị vì khi ông ta được sinh ra, và vì thế có thể là Cleopatra IV,[99]Cuộc hôn nhân giữa bà ta với Ptolemaios IX có thể bị coi là không môn đăng hộ đối (một cuộc hôn nhân giữa hai người không bình đẳng về mặt giai cấp).[note 11][102]
Sử gia Christopher J. Bennett coi Ptolemaios XII và em trai của ông ta chính là hai đứa trẻ được Justin đề cập tới,[note 12] nhưng đề xuất rằng chúng là con của Cleopatra IV, mà vốn bị coi là con hoang vì cuộc hôn nhân "không môn đăng hộ đối" của cha mẹ họ.[105] Do vậy, Cleopatra Selene không phải là người mẹ ruột, thay vào đó bà là người mẹ mang tính nghi thức, do đó điều này giải thích cho nỗ lực của bà nhằm tôn một người con trai của bà lên làm vua của Ai Cập vào năm 75 TCN bằng cách bác bỏ tính chính thống của Ptolemaios XII.[note 13][106] Whitehorne, trích dẫn sự phủ nhận của Cleopatra Selene đối với tính chính thống của Ptolemaios XII, phủ nhận việc đồng nhất Ptolemaios XII và em trai của ông ta với hai đứa trẻ được đề cập tới trong tác phẩm của Justin.[104]

### Với Ptolemaios X
Cleopatra Selene có thể đã sinh cho Ptolemaios X người con trai Ptolemaios XI nhưng địa vị người mẹ của bà lại không thể được xác nhận; Thay vào đó Cleopatra IV có thể là người mẹ, nhưng đây cũng chỉ là một giả thuyết và danh tính người mẹ của Ptolemaios XI vẫn còn là một bí ẩn.

### Với Antiochos X
Việc xác định những người con của Antiochos X và Cleopatra Selene là điều còn phải bàn cãi; Cicero đã viết rằng hoàng hậu có hai người con trai, một trong số đó tên là Antiochos. Bà có thể còn có thêm một người con gái nữa từ cuộc hôn nhân này, nhưng điều này không thể được xác nhận; theo Plutarch, Tigranes II "đã xử tử những người kế vị của Seleukos, và giam cầm những người vợ và con gái của họ". Do đó, có khả năng rằng Cleopatra Selene đã có một người con gái bị Tigranes II bắt giữ.

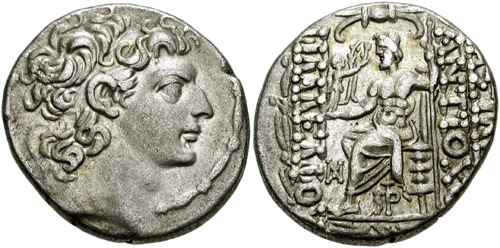
Antiochos XIII, đồng xu mang biệt hiệu Philadelphos

- Antiochos XIII: người con trai này là Antiochos của Cicero,[109] ông đã tự mình cai trị sau khi mẹ của ông qua đời, ông xuất hiện trên các đồng tiền của mình là Antiochos Philadelphos ("tình yêu của người anh"), nhưng trên các đồng tiền mà Cleopatra Selene được miêu tả bên cạnh người con trai trị vì của bà, nhà vua được gọi là Antiochos Philometor ("tình yêu của người mẹ"). Điều này đã khiến cho các học giả đề xuất nhiều giả thuyết khác nhau: Kay Ehling, tái xác nhận lại quan điểm của Bouché-Leclercq, cho rằng Cleopatra Selene có hai người con trai khác nhau, cả hai đều tên là Antiochos.[67] Nhưng Cicero, vốn chỉ ghi lại tên của một người, nói rằng chỉ một người trong số họ có tên là Antiochos;[107] Để đề xuất của Ehling là hợp lý, thì Antiochos Philometor phải là Antiochos được Cicero đề cập tới, vậy thì ông ta đã qua đời và người em của ông, vốn có một cái tên khác, đã sử dụng tên gọi triều đại Antiochos cùng với biệt danh Philadelphos, nhưng viễn cảnh này lại phức tạp và vẫn chỉ là một giả thuyết.[109] Do đó, Antiochos XIII đã sử dụng hai biệt danh: Philadelphos và Philometor.[111]
- Seleukos Kybiosaktes: người con trai thứ hai của Cleopatra Selene, không được Cicero nhắc đến tên và không xuất hiện trong bất cứ nguồn cổ đại nào,[80] thường được các học giả ngày nay đồng nhất với một nhân vật khác có tên Seleukos Kybiosaktes, ông ta xuất hiện ở Ai Cập vào k. 58 TCN với vai trò là chồng của Berenice IV của Ai Cập.[112] Kybiosaktes chưa bao giờ xuất hiện cùng với Cleopatra Selene trong các nguồn cổ đại; đồng thời thiếu các bằng chứng vững chắc và việc nhận dạng vẫn còn là một giả thuyết.[note 14][112]
- Seleukos VII: năm 2002, nhà sưu tập tiền xu Brian Kritt tuyên bố phát hiện và giải mã một đồng tiền xu mang chân dung của Cleopatra Selene và một vị vua đồng cai trị;[114][115] Kritt đã đọc tên của vị vua này là Seleukos Philometor và, dựa vào biệt hiệu, đồng nhất ông ta với người con trai của Cleopatra Selene mà vốn không được Cicero nêu tên.[113] Kritt đã đặt tên cho vị vua mới này là Seleukos VII, và cho rằng nhiều khả năng ông ta chính là Kybiosaktes.[116] Cách đọc "Seleukos VII" đã được chấp nhận bởi một số học giả là Lloyd Llewellyn Jones và Michael Roy Burgess,[34][68]nhưng Hoover đã bác bỏ cách đọc của Kritt, ông ta lưu ý rằng đồng xu này đã bị hư hỏng nặng và một số chữ không thể đọc được; Hoover đọc tên của vị vua này là Antiochos và đồng nhất ông ta với Antiochos XIII.[115] Theo Wright, nếu cách độc của Kritt được chấp nhận, thì có khả năng rằng Cleopatra Selene đã bị Antiochos XIII ghẻ lạnh vào thời một thời điểm nào đó trước năm 75 TCN và bà đã tuyên bố Seleukos VII là người đồng cai trị với mình.[note 15][117]

## Tổ tiên
| \| \| \| \| \| \| \| \| \| \| \| \| \| \| 16. Ptolemaios III Euergetes \| \| \| \| \| \| \| \| \| \| \| \| \| \| \| \| \| \| \| \| \| \| \| \| \| \| \| \| \| \| \| \| \| \| \| \| \| \| \| \| \| \| \| \| \| \| \| \| \| \| \| \| \| \| \| \| \| \| \| \| 8. Ptolemaios IV Philopator \| \| \| \| \| \| \| \| \| \| \| \| \| \| \| \| \| \| \| \| \| \| \| \| \| \| \| \| \| \| \| \| \| \| \| \| \| \| \| \| \| \| \| \| \| \| \| \| \| \| \| \| \| \| \| \| \| \| \| \| \| \| \| \| \| \| \| \| \| \| \| \| 17. Berenice II \| \| \| \| \| \| \| \| \| \| \| \| \| \| \| \| \| \| \| \| \| \| \| \| \| \| \| \| \| \| \| \| \| \| \| \| \| \| \| \| \| \| \| \| \| \| \| \| \| \| \| \| \| \| \| \| \| \| \| \| \| \| \| \| \| \| \| \| \| \| \| \| 4. Ptolemaios V Epiphanes \| \| \| \| \| \| \| \| \| \| \| \| \| \| \| \| \| \| \| \| \| \| \| \| \| \| \| \| \| \| \| \| \| \| \| \| \| \| \| \| \| \| \| \| \| \| \| \| \| \| \| \| \| \| \| \| \| \| \| \| \| \| \| \| \| \| \| \| \| \| \| \| 18. =16. Ptolemaios III Euergetes \| \| \| \| \| \| \| \| \| \| \| \| \| \| \| \| \| \| \| \| \| \| \| \| \| \| \| \| \| \| \| \| \| \| \| \| \| \| \| \| \| \| \| \| \| \| \| \| \| \| \| \| \| \| \| \| \| \| \| \| \| \| \| \| \| \| \| \| \| \| \| \| 9. Arsinoe III \| \| \| \| \| \| \| \| \| \| \| \| \| \| \| \| \| \| \| \| \| \| \| \| \| \| \| \| \| \| \| \| \| \| \| \| \| \| \| \| \| \| \| \| \| \| \| \| \| \| \| \| \| \| \| \| \| \| \| \| \| \| \| \| \| \| \| \| \| \| \| \| 19. =17. Berenice II \| \| \| \| \| \| \| \| \| \| \| \| \| \| \| \| \| \| \| \| \| \| \| \| \| \| \| \| \| \| \| \| \| \| \| \| \| \| \| \| \| \| \| \| \| \| \| \| \| \| \| \| \| \| \| \| \| \| \| \| \| \| \| \| \| \| \| \| \| \| \| \| 2. Ptolemaios VIII \| \| \| \| \| \| \| \| \| \| \| \| \| \| \| \| \| \| \| \| \| \| \| \| \| \| \| \| \| \| \| \| \| \| \| \| \| \| \| \| \| \| \| \| \| \| \| \| \| \| \| \| \| \| \| \| \| \| \| \| \| \| \| \| \| \| \| \| \| \| \| \| 20. Seleukos II \| \| \| \| \| \| \| \| \| \| \| \| \| \| \| \| \| \| \| \| \| \| \| \| \| \| \| \| \| \| \| \| \| \| \| \| \| \| \| \| \| \| \| \| \| \| \| \| \| \| \| \| \| \| \| \| \| \| \| \| \| \| \| \| \| \| \| \| \| \| \| \| 10. Antiochus III Đại đế \| \| \| \| \| \| \| \| \| \| \| \| \| \| \| \| \| \| \| \| \| \| \| \| \| \| \| \| \| \| \| \| \| \| \| \| \| \| \| \| \| \| \| \| \| \| \| \| \| \| \| \| \| \| \| \| \| \| \| \| \| \| \| \| \| \| \| \| \| \| \| \| 21. Laodice II \| \| \| \| \| \| \| \| \| \| \| \| \| \| \| \| \| \| \| \| \| \| \| \| \| \| \| \| \| \| \| \| \| \| \| \| \| \| \| \| \| \| \| \| \| \| \| \| \| \| \| \| \| \| \| \| \| \| \| \| \| \| \| \| \| \| \| \| \| \| \| \| 5. Cleopatra I \| \| \| \| \| \| \| \| \| \| \| \| \| \| \| \| \| \| \| \| \| \| \| \| \| \| \| \| \| \| \| \| \| \| \| \| \| \| \| \| \| \| \| \| \| \| \| \| \| \| \| \| \| \| \| \| \| \| \| \| \| \| \| \| \| \| \| \| \| \| \| \| 22. Mithridates II của Pontus \| \| \| \| \| \| \| \| \| \| \| \| \| \| \| \| \| \| \| \| \| \| \| \| \| \| \| \| \| \| \| \| \| \| \| \| \| \| \| \| \| \| \| \| \| \| \| \| \| \| \| \| \| \| \| \| \| \| \| \| \| \| \| \| \| \| \| \| \| \| \| \| 11. Laodice III \| \| \| \| \| \| \| \| \| \| \| \| \| \| \| \| \| \| \| \| \| \| \| \| \| \| \| \| \| \| \| \| \| \| \| \| \| \| \| \| \| \| \| \| \| \| \| \| \| \| \| \| \| \| \| \| \| \| \| \| \| \| \| \| \| \| \| \| \| \| \| \| 23. Laodice (Sister of No. 20) \| \| \| \| \| \| \| \| \| \| \| \| \| \| \| \| \| \| \| \| \| \| \| \| \| \| \| \| \| \| \| \| \| \| \| \| \| \| \| \| \| \| \| \| \| \| \| \| \| \| \| \| \| \| \| \| \| \| \| \| \| \| \| \| \| \| \| \| \| \| \| \| 1. Cleopatra Selene \| \| \| \| \| \| \| \| \| \| \| \| \| \| \| \| \| \| \| \| \| \| \| \| \| \| \| \| \| \| \| \| \| \| \| \| \| \| \| \| \| \| \| \| \| \| \| \| \| \| \| \| \| \| \| \| \| \| \| \| \| \| \| \| \| \| \| \| \| \| \| \| 24. =8. Ptolemaios IV Philopator \| \| \| \| \| \| \| \| \| \| \| \| \| \| \| \| \| \| \| \| \| \| \| \| \| \| \| \| \| \| \| \| \| \| \| \| \| \| \| \| \| \| \| \| \| \| \| \| \| \| \| \| \| \| \| \| \| \| \| \| \| \| \| \| \| \| \| \| \| \| \| \| 12. =4. Ptolemaios V Epiphanes \| \| \| \| \| \| \| \| \| \| \| \| \| \| \| \| \| \| \| \| \| \| \| \| \| \| \| \| \| \| \| \| \| \| \| \| \| \| \| \| \| \| \| \| \| \| \| \| \| \| \| \| \| \| \| \| \| \| \| \| \| \| \| \| \| \| \| \| \| \| \| \| 25. =9. Arsinoe III \| \| \| \| \| \| \| \| \| \| \| \| \| \| \| \| \| \| \| \| \| \| \| \| \| \| \| \| \| \| \| \| \| \| \| \| \| \| \| \| \| \| \| \| \| \| \| \| \| \| \| \| \| \| \| \| \| \| \| \| \| \| \| \| \| \| \| \| \| \| \| \| 6. Ptolemaios VI Philometor \| \| \| \| \| \| \| \| \| \| \| \| \| \| \| \| \| \| \| \| \| \| \| \| \| \| \| \| \| \| \| \| \| \| \| \| \| \| \| \| \| \| \| \| \| \| \| \| \| \| \| \| \| \| \| \| \| \| \| \| \| \| \| \| \| \| \| \| \| \| \| \| 26. =10. Antiochos III Đại đế \| \| \| \| \| \| \| \| \| \| \| \| \| \| \| \| \| \| \| \| \| \| \| \| \| \| \| \| \| \| \| \| \| \| \| \| \| \| \| \| \| \| \| \| \| \| \| \| \| \| \| \| \| \| \| \| \| \| \| \| \| \| \| \| \| \| \| \| \| \| \| \| 13. =5. Cleopatra I \| \| \| \| \| \| \| \| \| \| \| \| \| \| \| \| \| \| \| \| \| \| \| \| \| \| \| \| \| \| \| \| \| \| \| \| \| \| \| \| \| \| \| \| \| \| \| \| \| \| \| \| \| \| \| \| \| \| \| \| \| \| \| \| \| \| \| \| \| \| \| \| 27. =11. Laodice III \| \| \| \| \| \| \| \| \| \| \| \| \| \| \| \| \| \| \| \| \| \| \| \| \| \| \| \| \| \| \| \| \| \| \| \| \| \| \| \| \| \| \| \| \| \| \| \| \| \| \| \| \| \| \| \| \| \| \| \| \| \| \| \| \| \| \| \| \| \| \| \| 3. Cleopatra III \| \| \| \| \| \| \| \| \| \| \| \| \| \| \| \| \| \| \| \| \| \| \| \| \| \| \| \| \| \| \| \| \| \| \| \| \| \| \| \| \| \| \| \| \| \| \| \| \| \| \| \| \| \| \| \| \| \| \| \| \| \| \| \| \| \| \| \| \| \| \| \| 28. =8/24. Ptolemaios IV Philopator \| \| \| \| \| \| \| \| \| \| \| \| \| \| \| \| \| \| \| \| \| \| \| \| \| \| \| \| \| \| \| \| \| \| \| \| \| \| \| \| \| \| \| \| \| \| \| \| \| \| \| \| \| \| \| \| \| \| \| \| \| \| \| \| \| \| \| \| \| \| \| \| 14. =4/12. Ptolemaios V Epiphanes \| \| \| \| \| \| \| \| \| \| \| \| \| \| \| \| \| \| \| \| \| \| \| \| \| \| \| \| \| \| \| \| \| \| \| \| \| \| \| \| \| \| \| \| \| \| \| \| \| \| \| \| \| \| \| \| \| \| \| \| \| \| \| \| \| \| \| \| \| \| \| \| 29. =9/25. Arsinoe III \| \| \| \| \| \| \| \| \| \| \| \| \| \| \| \| \| \| \| \| \| \| \| \| \| \| \| \| \| \| \| \| \| \| \| \| \| \| \| \| \| \| \| \| \| \| \| \| \| \| \| \| \| \| \| \| \| \| \| \| \| \| \| \| \| \| \| \| \| \| \| \| 7. Cleopatra II \| \| \| \| \| \| \| \| \| \| \| \| \| \| \| \| \| \| \| \| \| \| \| \| \| \| \| \| \| \| \| \| \| \| \| \| \| \| \| \| \| \| \| \| \| \| \| \| \| \| \| \| \| \| \| \| \| \| \| \| \| \| \| \| \| \| \| \| \| \| \| \| 30. =10/26. Antiochos III Đại Đế \| \| \| \| \| \| \| \| \| \| \| \| \| \| \| \| \| \| \| \| \| \| \| \| \| \| \| \| \| \| \| \| \| \| \| \| \| \| \| \| \| \| \| \| \| \| \| \| \| \| \| \| \| \| \| \| \| \| \| \| \| \| \| \| \| \| \| \| \| \| \| \| 15. =5/13. Cleopatra I \| \| \| \| \| \| \| \| \| \| \| \| \| \| \| \| \| \| \| \| \| \| \| \| \| \| \| \| \| \| \| \| \| \| \| \| \| \| \| \| \| \| \| \| \| \| \| \| \| \| \| \| \| \| \| \| \| \| \| \| \| \| \| \| \| \| \| \| \| \| \| \| 31. =11/27. Laodice III \| \| \| \| \| \| \| \| \| \| \| \| \| \| \| \| \| \| \| \| \| \| \| \| \| \| \| \| \| \| \| \| \| \| \| \| \| \| \| \| \| \| \| \| \| \| \| \| \| \| \| \| |                                     |  |  |  |  |  |  |  |  |  |  |  |                              |  |  |  |
| |                                     |  |  |  |  |  |  |  |  |  |  |  | 16. Ptolemaios III Euergetes |  |  |  |
| |                                     |  |  |  |  |  |  |  |  |  |  |  |                              |  |  |  |
| |                                     |  |  |  |  |  |  |  |  |  |  |  |                              |  |  |  |
| |                                     |  |  |  |  |  |  |  |  |  |  |  |                              |  |  |  |
| | 8. Ptolemaios IV Philopator         |  |  |  |  |  |  |  |  |  |  |  |                              |  |  |  |
| |                                     |  |  |  |  |  |  |  |  |  |  |  |                              |  |  |  |
| |                                     |  |  |  |  |  |  |  |  |  |  |  |                              |  |  |  |
| |                                     |  |  |  |  |  |  |  |  |  |  |  |                              |  |  |  |
| | 17. Berenice II                     |  |  |  |  |  |  |  |  |  |  |  |                              |  |  |  |
| |                                     |  |  |  |  |  |  |  |  |  |  |  |                              |  |  |  |
| |                                     |  |  |  |  |  |  |  |  |  |  |  |                              |  |  |  |
| |                                     |  |  |  |  |  |  |  |  |  |  |  |                              |  |  |  |
| | 4. Ptolemaios V Epiphanes           |  |  |  |  |  |  |  |  |  |  |  |                              |  |  |  |
| |                                     |  |  |  |  |  |  |  |  |  |  |  |                              |  |  |  |
| |                                     |  |  |  |  |  |  |  |  |  |  |  |                              |  |  |  |
| |                                     |  |  |  |  |  |  |  |  |  |  |  |                              |  |  |  |
| | 18. =16. Ptolemaios III Euergetes   |  |  |  |  |  |  |  |  |  |  |  |                              |  |  |  |
| |                                     |  |  |  |  |  |  |  |  |  |  |  |                              |  |  |  |
| |                                     |  |  |  |  |  |  |  |  |  |  |  |                              |  |  |  |
| |                                     |  |  |  |  |  |  |  |  |  |  |  |                              |  |  |  |
| | 9. Arsinoe III                      |  |  |  |  |  |  |  |  |  |  |  |                              |  |  |  |
| |                                     |  |  |  |  |  |  |  |  |  |  |  |                              |  |  |  |
| |                                     |  |  |  |  |  |  |  |  |  |  |  |                              |  |  |  |
| |                                     |  |  |  |  |  |  |  |  |  |  |  |                              |  |  |  |
| | 19. =17. Berenice II                |  |  |  |  |  |  |  |  |  |  |  |                              |  |  |  |
| |                                     |  |  |  |  |  |  |  |  |  |  |  |                              |  |  |  |
| |                                     |  |  |  |  |  |  |  |  |  |  |  |                              |  |  |  |
| |                                     |  |  |  |  |  |  |  |  |  |  |  |                              |  |  |  |
| | 2. Ptolemaios VIII                  |  |  |  |  |  |  |  |  |  |  |  |                              |  |  |  |
| |                                     |  |  |  |  |  |  |  |  |  |  |  |                              |  |  |  |
| |                                     |  |  |  |  |  |  |  |  |  |  |  |                              |  |  |  |
| |                                     |  |  |  |  |  |  |  |  |  |  |  |                              |  |  |  |
| | 20. Seleukos II                     |  |  |  |  |  |  |  |  |  |  |  |                              |  |  |  |
| |                                     |  |  |  |  |  |  |  |  |  |  |  |                              |  |  |  |
| |                                     |  |  |  |  |  |  |  |  |  |  |  |                              |  |  |  |
| |                                     |  |  |  |  |  |  |  |  |  |  |  |                              |  |  |  |
| | 10. Antiochus III Đại đế            |  |  |  |  |  |  |  |  |  |  |  |                              |  |  |  |
| |                                     |  |  |  |  |  |  |  |  |  |  |  |                              |  |  |  |
| |                                     |  |  |  |  |  |  |  |  |  |  |  |                              |  |  |  |
| |                                     |  |  |  |  |  |  |  |  |  |  |  |                              |  |  |  |
| | 21. Laodice II                      |  |  |  |  |  |  |  |  |  |  |  |                              |  |  |  |
| |                                     |  |  |  |  |  |  |  |  |  |  |  |                              |  |  |  |
| |                                     |  |  |  |  |  |  |  |  |  |  |  |                              |  |  |  |
| |                                     |  |  |  |  |  |  |  |  |  |  |  |                              |  |  |  |
| | 5. Cleopatra I                      |  |  |  |  |  |  |  |  |  |  |  |                              |  |  |  |
| |                                     |  |  |  |  |  |  |  |  |  |  |  |                              |  |  |  |
| |                                     |  |  |  |  |  |  |  |  |  |  |  |                              |  |  |  |
| |                                     |  |  |  |  |  |  |  |  |  |  |  |                              |  |  |  |
| | 22. Mithridates II của Pontus       |  |  |  |  |  |  |  |  |  |  |  |                              |  |  |  |
| |                                     |  |  |  |  |  |  |  |  |  |  |  |                              |  |  |  |
| |                                     |  |  |  |  |  |  |  |  |  |  |  |                              |  |  |  |
| |                                     |  |  |  |  |  |  |  |  |  |  |  |                              |  |  |  |
| | 11. Laodice III                     |  |  |  |  |  |  |  |  |  |  |  |                              |  |  |  |
| |                                     |  |  |  |  |  |  |  |  |  |  |  |                              |  |  |  |
| |                                     |  |  |  |  |  |  |  |  |  |  |  |                              |  |  |  |
| |                                     |  |  |  |  |  |  |  |  |  |  |  |                              |  |  |  |
| | 23. Laodice (Sister of No. 20)      |  |  |  |  |  |  |  |  |  |  |  |                              |  |  |  |
| |                                     |  |  |  |  |  |  |  |  |  |  |  |                              |  |  |  |
| |                                     |  |  |  |  |  |  |  |  |  |  |  |                              |  |  |  |
| |                                     |  |  |  |  |  |  |  |  |  |  |  |                              |  |  |  |
| | 1. Cleopatra Selene                 |  |  |  |  |  |  |  |  |  |  |  |                              |  |  |  |
| |                                     |  |  |  |  |  |  |  |  |  |  |  |                              |  |  |  |
| |                                     |  |  |  |  |  |  |  |  |  |  |  |                              |  |  |  |
| |                                     |  |  |  |  |  |  |  |  |  |  |  |                              |  |  |  |
| | 24. =8. Ptolemaios IV Philopator    |  |  |  |  |  |  |  |  |  |  |  |                              |  |  |  |
| |                                     |  |  |  |  |  |  |  |  |  |  |  |                              |  |  |  |
| |                                     |  |  |  |  |  |  |  |  |  |  |  |                              |  |  |  |
| |                                     |  |  |  |  |  |  |  |  |  |  |  |                              |  |  |  |
| | 12. =4. Ptolemaios V Epiphanes      |  |  |  |  |  |  |  |  |  |  |  |                              |  |  |  |
| |                                     |  |  |  |  |  |  |  |  |  |  |  |                              |  |  |  |
| |                                     |  |  |  |  |  |  |  |  |  |  |  |                              |  |  |  |
| |                                     |  |  |  |  |  |  |  |  |  |  |  |                              |  |  |  |
| | 25. =9. Arsinoe III                 |  |  |  |  |  |  |  |  |  |  |  |                              |  |  |  |
| |                                     |  |  |  |  |  |  |  |  |  |  |  |                              |  |  |  |
| |                                     |  |  |  |  |  |  |  |  |  |  |  |                              |  |  |  |
| |                                     |  |  |  |  |  |  |  |  |  |  |  |                              |  |  |  |
| | 6. Ptolemaios VI Philometor         |  |  |  |  |  |  |  |  |  |  |  |                              |  |  |  |
| |                                     |  |  |  |  |  |  |  |  |  |  |  |                              |  |  |  |
| |                                     |  |  |  |  |  |  |  |  |  |  |  |                              |  |  |  |
| |                                     |  |  |  |  |  |  |  |  |  |  |  |                              |  |  |  |
| | 26. =10. Antiochos III Đại đế       |  |  |  |  |  |  |  |  |  |  |  |                              |  |  |  |
| |                                     |  |  |  |  |  |  |  |  |  |  |  |                              |  |  |  |
| |                                     |  |  |  |  |  |  |  |  |  |  |  |                              |  |  |  |
| |                                     |  |  |  |  |  |  |  |  |  |  |  |                              |  |  |  |
| | 13. =5. Cleopatra I                 |  |  |  |  |  |  |  |  |  |  |  |                              |  |  |  |
| |                                     |  |  |  |  |  |  |  |  |  |  |  |                              |  |  |  |
| |                                     |  |  |  |  |  |  |  |  |  |  |  |                              |  |  |  |
| |                                     |  |  |  |  |  |  |  |  |  |  |  |                              |  |  |  |
| | 27. =11. Laodice III                |  |  |  |  |  |  |  |  |  |  |  |                              |  |  |  |
| |                                     |  |  |  |  |  |  |  |  |  |  |  |                              |  |  |  |
| |                                     |  |  |  |  |  |  |  |  |  |  |  |                              |  |  |  |
| |                                     |  |  |  |  |  |  |  |  |  |  |  |                              |  |  |  |
| | 3. Cleopatra III                    |  |  |  |  |  |  |  |  |  |  |  |                              |  |  |  |
| |                                     |  |  |  |  |  |  |  |  |  |  |  |                              |  |  |  |
| |                                     |  |  |  |  |  |  |  |  |  |  |  |                              |  |  |  |
| |                                     |  |  |  |  |  |  |  |  |  |  |  |                              |  |  |  |
| | 28. =8/24. Ptolemaios IV Philopator |  |  |  |  |  |  |  |  |  |  |  |                              |  |  |  |
| |                                     |  |  |  |  |  |  |  |  |  |  |  |                              |  |  |  |
| |                                     |  |  |  |  |  |  |  |  |  |  |  |                              |  |  |  |
| |                                     |  |  |  |  |  |  |  |  |  |  |  |                              |  |  |  |
| | 14. =4/12. Ptolemaios V Epiphanes   |  |  |  |  |  |  |  |  |  |  |  |                              |  |  |  |
| |                                     |  |  |  |  |  |  |  |  |  |  |  |                              |  |  |  |
| |                                     |  |  |  |  |  |  |  |  |  |  |  |                              |  |  |  |
| |                                     |  |  |  |  |  |  |  |  |  |  |  |                              |  |  |  |
| | 29. =9/25. Arsinoe III              |  |  |  |  |  |  |  |  |  |  |  |                              |  |  |  |
| |                                     |  |  |  |  |  |  |  |  |  |  |  |                              |  |  |  |
| |                                     |  |  |  |  |  |  |  |  |  |  |  |                              |  |  |  |
| |                                     |  |  |  |  |  |  |  |  |  |  |  |                              |  |  |  |
| | 7. Cleopatra II                     |  |  |  |  |  |  |  |  |  |  |  |                              |  |  |  |
| |                                     |  |  |  |  |  |  |  |  |  |  |  |                              |  |  |  |
| |                                     |  |  |  |  |  |  |  |  |  |  |  |                              |  |  |  |
| |                                     |  |  |  |  |  |  |  |  |  |  |  |                              |  |  |  |
| | 30. =10/26. Antiochos III Đại Đế    |  |  |  |  |  |  |  |  |  |  |  |                              |  |  |  |
| |                                     |  |  |  |  |  |  |  |  |  |  |  |                              |  |  |  |
| |                                     |  |  |  |  |  |  |  |  |  |  |  |                              |  |  |  |
| |                                     |  |  |  |  |  |  |  |  |  |  |  |                              |  |  |  |
| | 15. =5/13. Cleopatra I              |  |  |  |  |  |  |  |  |  |  |  |                              |  |  |  |
| |                                     |  |  |  |  |  |  |  |  |  |  |  |                              |  |  |  |
| |                                     |  |  |  |  |  |  |  |  |  |  |  |                              |  |  |  |
| |                                     |  |  |  |  |  |  |  |  |  |  |  |                              |  |  |  |
| | 31. =11/27. Laodice III             |  |  |  |  |  |  |  |  |  |  |  |                              |  |  |  |
| |                                     |  |  |  |  |  |  |  |  |  |  |  |                              |  |  |  |
| |                                     |  |  |  |  |  |  |  |  |  |  |  |                              |  |  |  |